# Плавшић
Плавшић је српско презиме. Значајни људи са овим презименом су:
- Биљана Плавшић (1930), политичарка
- Адријен Плавшић (1970), хокејаш
- Бранко Плавшић (1949–2011), стрип цртач
- Срђан Плавшић (1996), фудбалер